# Marche des fiertés de Belgrade

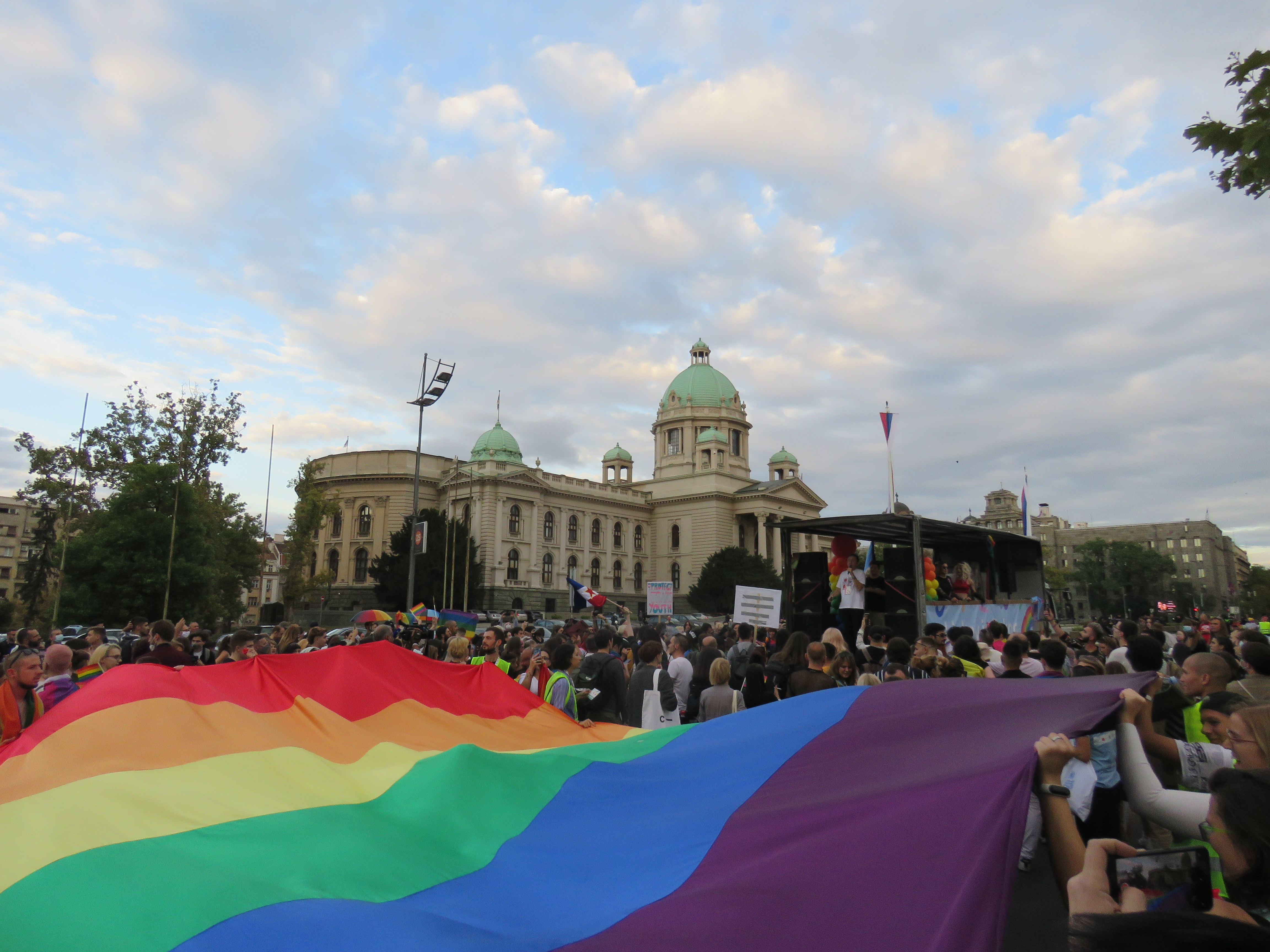
Marche des fiertés de Belgrade 2021, devant le bâtiment de l'Assemblée nationale serbe.

La marche des fiertés de Belgrade (en serbe : Београдска Парада поноса / Beogradska Parada ponosa) est un événement annuel militant pour les droits des personnes LGBT+ en Serbie.
Initiée en 2001 par des associations locales, la manifestation a été confrontée à de fortes oppositions, notamment de la part de groupes nationalistes et religieux. Après plusieurs interdictions successives dans les années 2000 et au début des années 2010, la marche se tient de manière régulière depuis de 2014, sous haute protection policière. Outre ses revendications pour l’égalité des droits, la marche est souvent perçue comme un test de la modernité européenne de la Serbie et suscite des débats au sein de la communauté LGBT+ et de la société serbe en général.

## Histoire

### 2001: première marche des fiertés de Belgrade
À l'initiative de la militante féministe lesbienne Lepa Mlađenović, la première marche des fiertés serbe est organisée le 30 juin 2001 à Belgrade, à la suite de la crise postélectorale yougoslave de 2000 et au renversement du régime de Slobodan Milošević, dans un contexte où s'affrontent la tendance pro-européenne et le courant nationaliste. Les collectifs Labris et Gayten-LGBT, co-organisent la marche, comptent sur la protection de la police, qui avait été informée du rassemblement.
La marche se déroule en juin sur la place de la République de Belgrade et est ciblée par des militants d'extrême-droite. La protection de la police est très insuffisante (une cinquantaine de policiers contre 2 000 militants d'extrême-droite), résultant en de graves violences à l'encontre des manifestants, documentées par des vidéos mises en ligne sur YouTube.
Après la marche, l'International Gay and Lesbian Human Rights Commission (IGLHRC) appelle ses membres à envoyer des lettres de protestation à la police serbe, pour dénoncer le manque de protection. En réponse, l'institution se défend d'avoir fait tout ce qu'elle pouvait.
À la suite de ces événements, les militants LGBT serbes se concentrent sur d'autres stratégies d'activisme.
En 2004, une nouvelle association LGBT nommée « Pride » envisage d'organiser une deuxième marche au mois de juillet de la même année, mais le projet est abandonné en mars suite à des émeutes nationalistes (incidents au Kosovo et incendie des mosquées de Belgrade et Niš), laissant craindre la reproduction de violences similaires à celles de 2001.
En 2009, une nouvelle tentative de mettre en place une marche des fiertés est annulée après l’agression mortelle du supporter français Brice Taton par des « huligani » du Partizan Belgrade.

### 2010: deuxième marche des fiertés de Belgrade

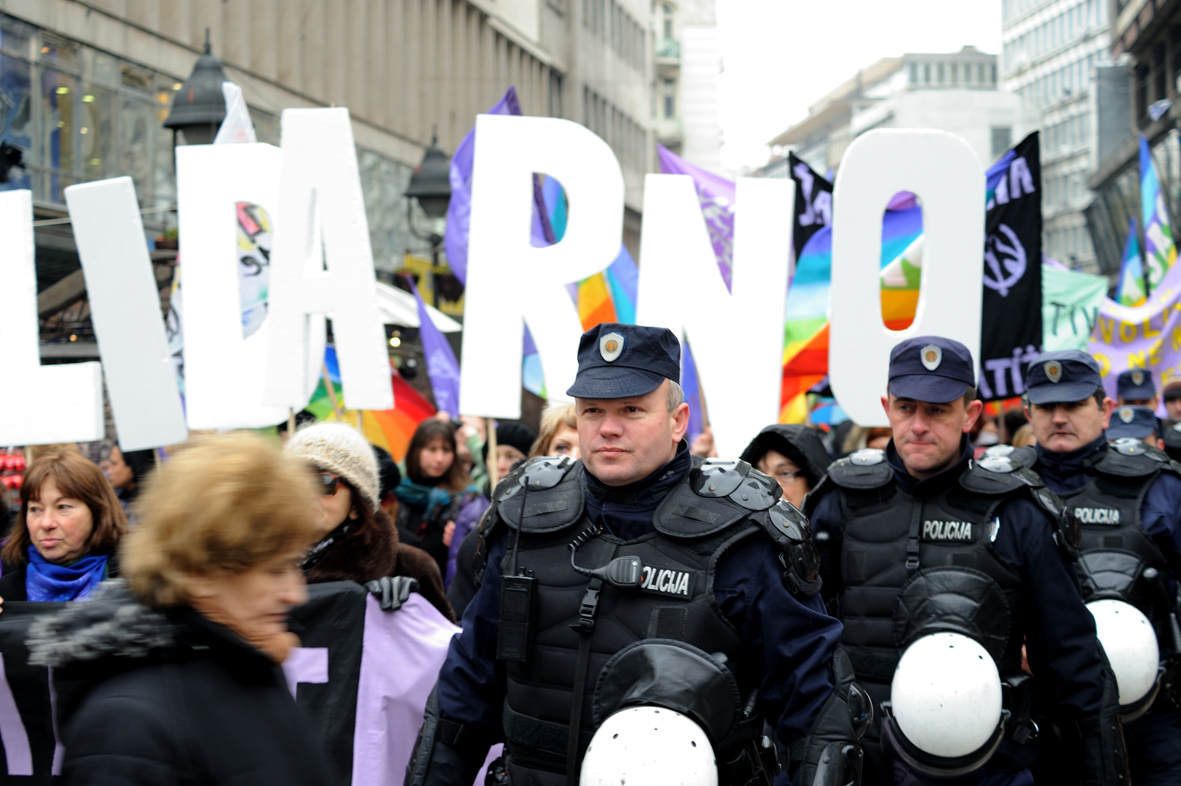
Marche des fiertés de Belgrade 2010, sous haute protection policière.

La deuxième édition de la marche des fiertés de Belgrade a lieu le 10 octobre 2010, avec la participation active des institutions gouvernementales et de représentants de l'Union européenne. En effet, les ONG organisatrices (notamment la Gay-Straight Alliance et Queeria Centre) ont utilisé des pressions de l'UE, dans le cadre de la procédure d'adhésion de la Serbie à l'Union européenne, pour obtenir la protection de l’État. Cette alliance entre la société civile et l'État a fait l'objet de critiques, dénonçant une instrumentalisation de l’événement par le gouvernement, qui a surtout cherché à montrer son autorité et à externaliser la responsabilité de la parade comme simple exigence européenne, sans y adhérer pleinement. Plusieurs politiciens serbes prennent position contre la marche des fiertés et s'opposent à sa tenue.
Malgré la protection renforcée par la police, 6 000 manifestants d'extrême-droite attaquent la marche des fiertés, faisant plus de 150 blessés,.
Le lendemain de la marche, la chanteuse Jelena Karleuša s'exprime dans le tabloïd Kurir pour dénoncer l'homophobie en Serbie, qu'elle relie au patriarcat, au sexisme et à l'ethnonationalisme,  tout en plaidant pour un changement des mentalités depuis l’intérieur du pays. Cette prise de parole a permis l'ouverture d'un débat public sur les droits LGBT en Serbie.

### 2011-2013: interdiction de la marche des fiertés de Belgrade
Les marches des fiertés de Belgrade de 2011, 2012 et 2013 sont interdites. Le principal motif invoqué par les autorités pour justifier ces interdictions concerne la  sécurité.
En 2011, les institutions et la police s'abstiennent de donner des informations au sujet de la tenue de l'événement, jusqu'à deux jours avant la marche, date à laquelle le comité d'organisation a été informé que la manifestation serait interdite. En 2013, la Cour constitutionnelle de Serbie a statué que l'interdiction de 2011 constituait une violation du droit à la liberté de réunion garanti par la constitution, et a accordé des dommages et intérêts aux organisateurs.
En 2012, Amnesty International dénonce « une réelle violation du droit à la liberté d'expression et de réunion pacifique des LGBT et des militants en faveur des droits des LGBT en Serbie » et appelle à la mobilisation pour maintenir la tenue de la marche, en vrai.
En 2011 et 2012, des membres de l'organisation Pride Parade Belgrade s'opposent à l'interdiction officielle et organisent des « mini-marches des fiertés » (« mini Prides ») : pendant quelques minutes, ils arrêtent la circulation dans le centre de Belgrade en laçant de la peinture colorée sur la route.
En 2013, la marche des fiertés de Belgrade aurait dû avoir lieu au mois de septembre. Elle est également interdite. Les associations LGBT répondent par un rassemblement devant le bâtiment du gouvernement serbe et une marche en direction du Parlement, où elles se heurtent aux forces de sécurité.

### 2014: réautorisation de la marche des fiertés de Belgrade

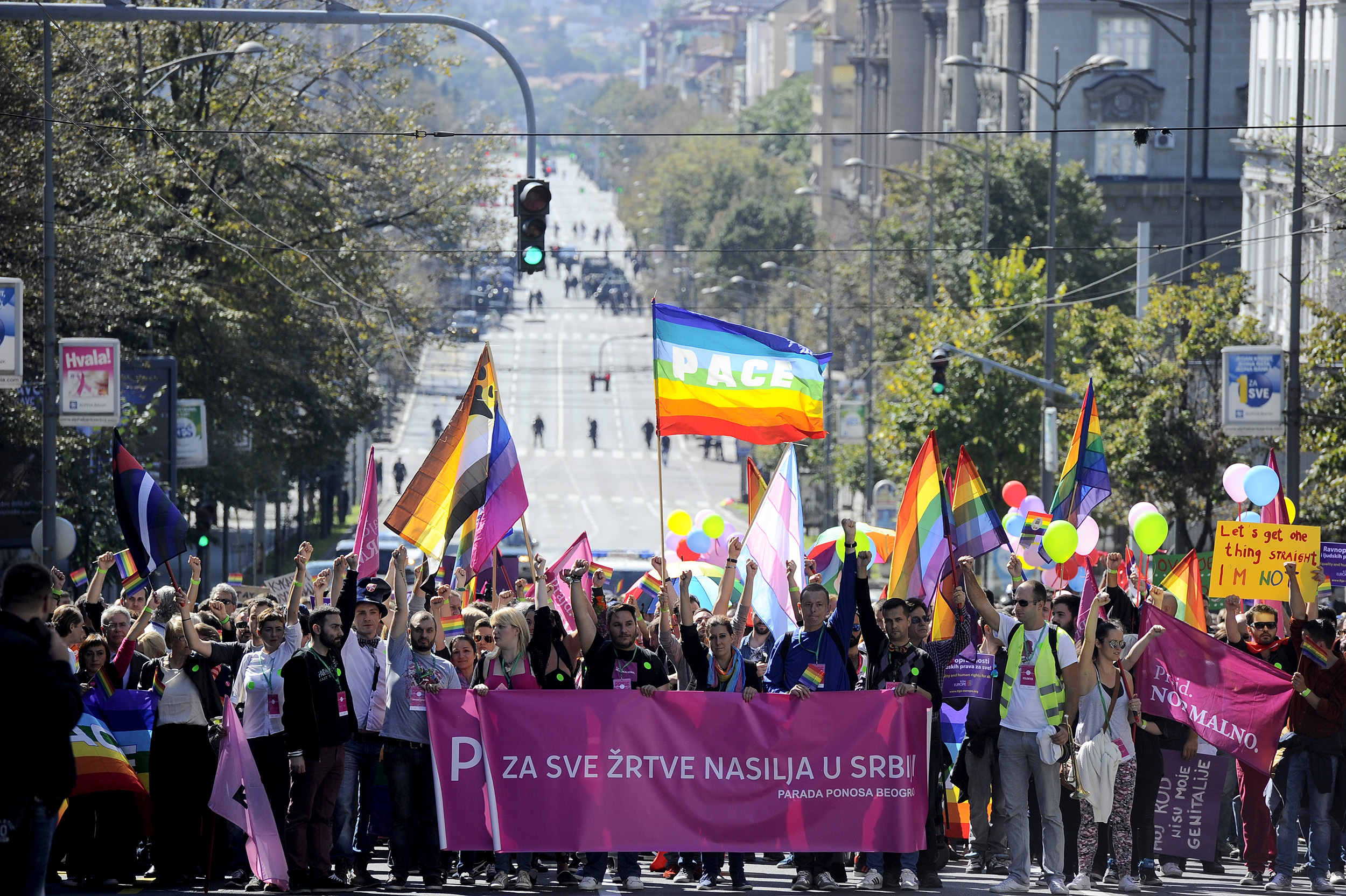
Marche des fiertés de Belgrade 2014.

La marche des fiertés de Belgrade est à nouveau autorisée en 2014, et se déroule le 28 septembre. Elle est la première édition à ne pas faire l'objet de violences. Elle reçoit davantage de soutien politique que les éditions précédentes, et marque un tournant. Comme pour la marche de 2010, le processus d'adhésion de la Serbie à l'Union européenne a joué un rôle important dans cette décision : deux représentants du Ministère des Affaires étrangères serbe déclarent que l'UE avait fixé le maintien de la marche des fiertés comme une condition ferme pour l'avancée de la Serbie dans cette procédure.
Des mesures de sécurité très strictes sont mises en place : chaque participant est fouillé, contrôlé par un détecteur de métaux et identifié par un bracelet vert fluo. Le défilé démarre avec du retard et se résume à une courte marche à travers la ville vide. Plus tard dans la journée, des milliers de manifestants homophobes ont librement défilé dans la ville.
À partir de 2014, la marche des fiertés de Belgrade se tient de façon annuelle, sous forte protection policière.

### 2015: marche des lesbiennes de Belgrade
En 2015, une marche des lesbiennes est organisée à Belgrade, le 22 avril. Elle marque un tournant dans la visibilité des lesbiennes dans l’espace public en Serbie : conçue comme un acte de rupture, elle s'inscrit dans une longue tradition d'activisme féministe et lesbien yougoslave. L'événement a été confronté à des critiques concernant l’exclusion des hommes, la protection policière masculine, et les contradictions entre la volonté d’ouvrir l’espace public et la reproduction des schémas binaires.

### 2022: interdiction de l'EuroPride
En 2019, lors de la conférence de Bilbao, Belgrade est sélectionnée pour accueillir l'EuroPride 2022, les 18 et 19 septembre, faisant d'elle la première ville des Balkans, ainsi que la première en dehors de l'Espace économique européen, à accueillir l'événement.
Cependant, le 27 août 2022, le président serbe Aleksandar Vučić annonce suspendre l'organisation de l'EuroPride à Belgrade, invoquant les tensions entre la Serbie et le Kosovo et des raisons de sécurité pour justifier son interdiction. En réponse, les organisateurs de l'EuroPride déclarent maintenir la tenue de l'événement. Une pétition s'opposant à l'interdiction recueille plus de 30 000 signatures.
La marche se déroule finalement sous la surveillance de 3000 policiers. Des heurts opposent la police à des contre-manifestants : 64 personnes sont arrêtées d'après la première ministre Ana Brnabić.

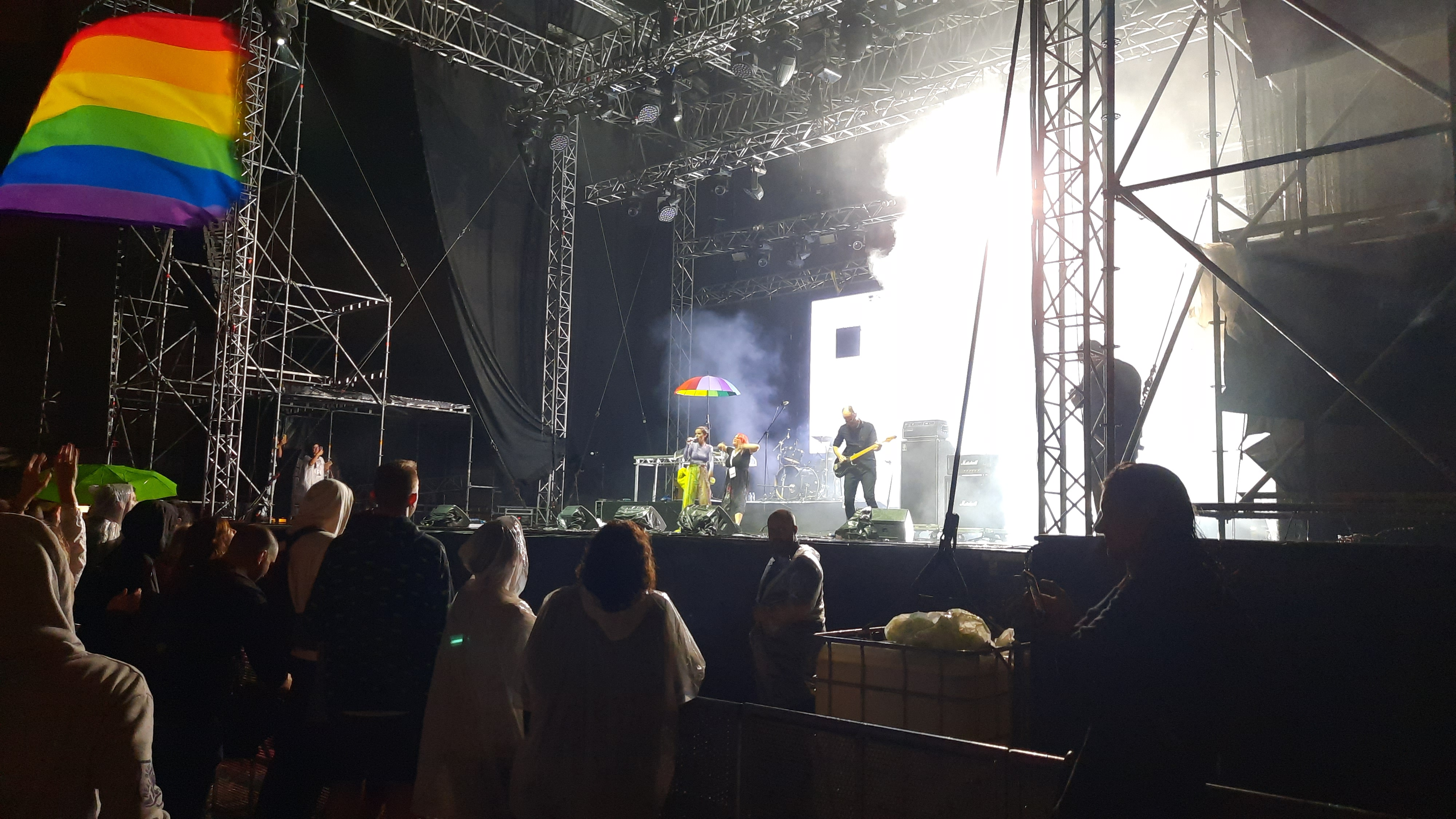
Scène de concert de l'EuroPride 2022 au stade Tašmajdan.
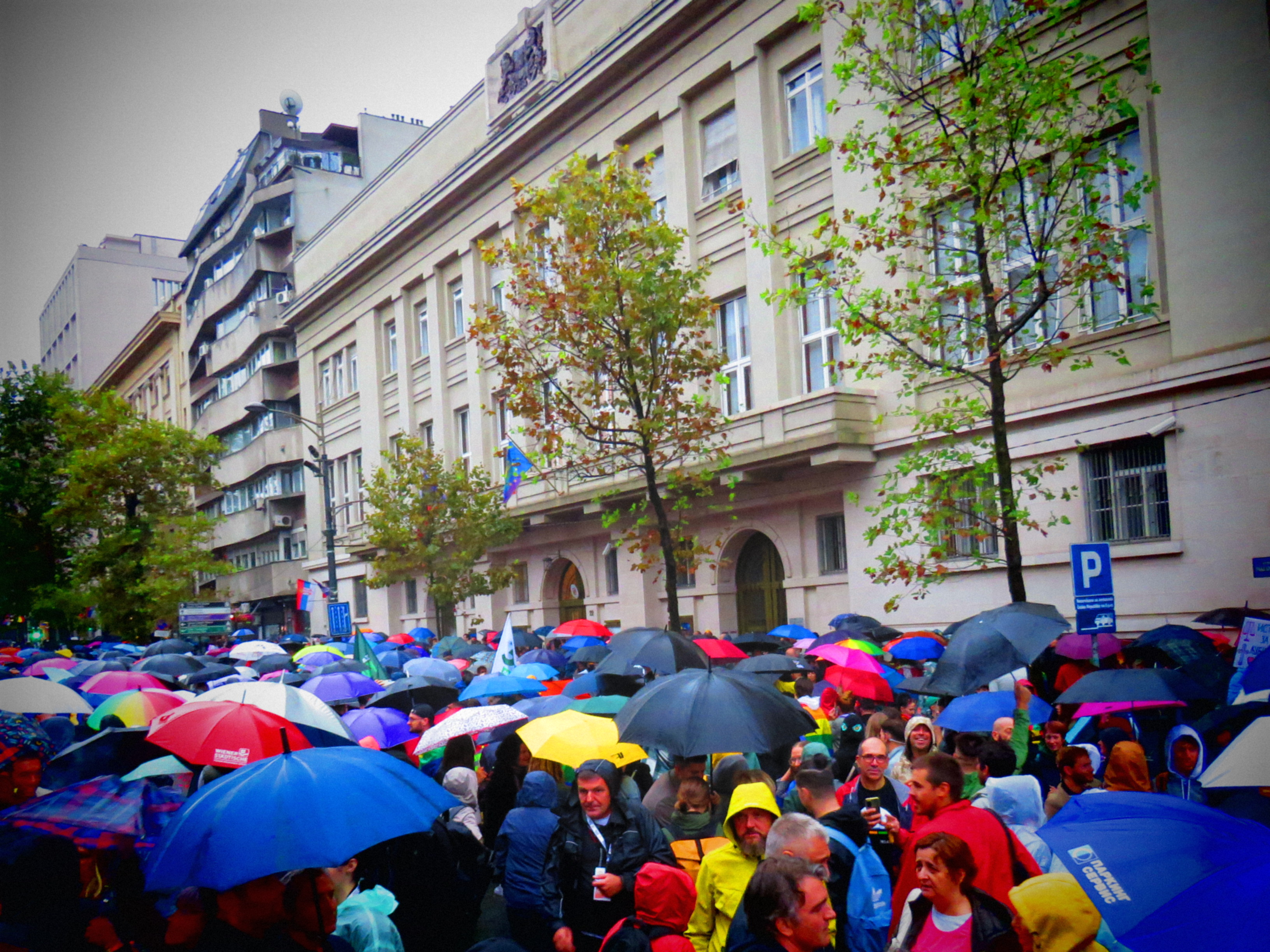
Marche de l'EuroPride 2022.
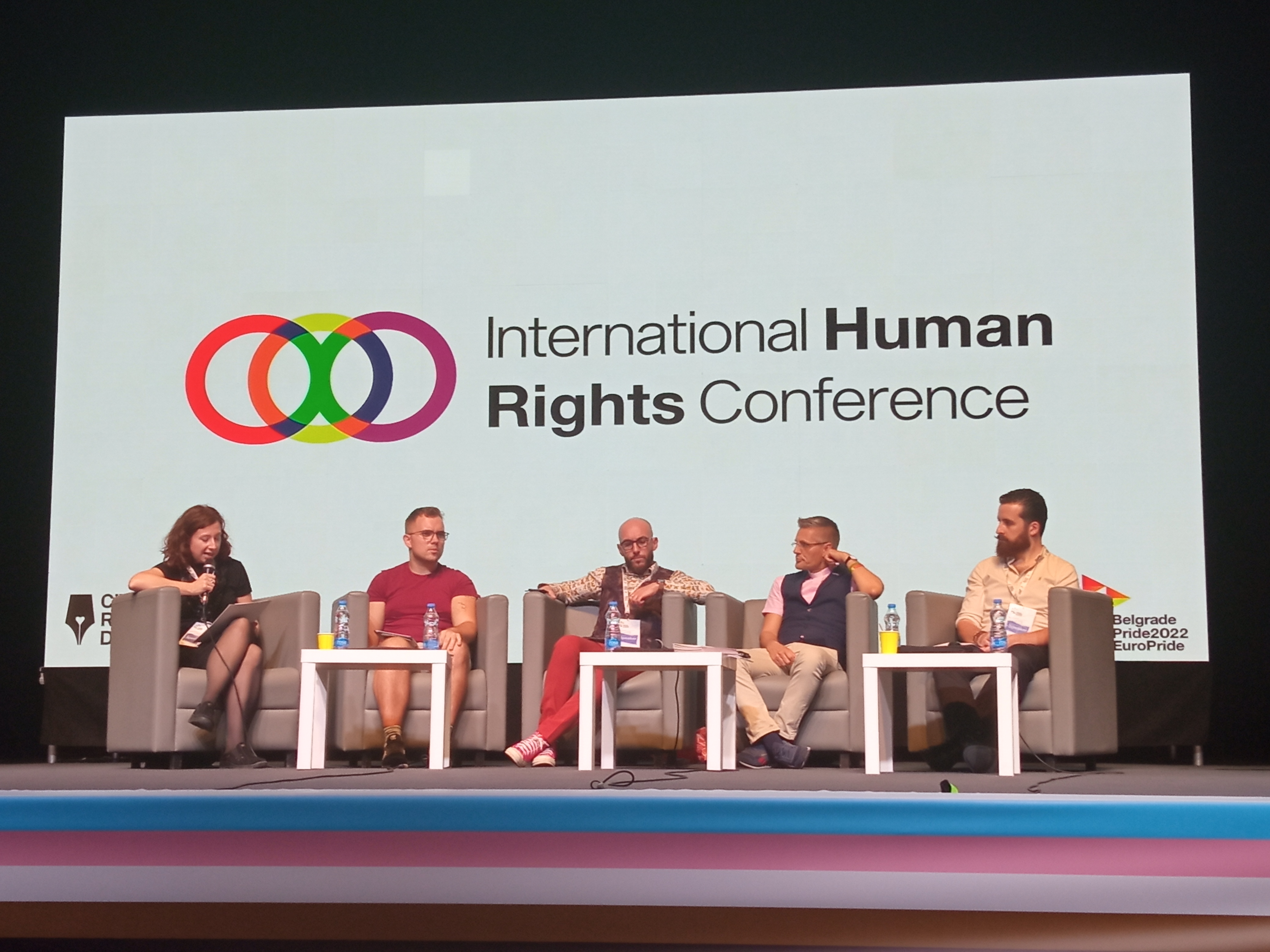
Conférence sur les droits humains à l'EuroPride 2022.

## Revendications
Depuis 2014, les revendications de la marche des fiertés de Belgrade incluent :
- La légalisation du mariage homosexuel
- L'introduction d'une loi sur l'identité de genre et les droits des personnes intersexes
- Des réponses officielles plus fortes face aux discours et crimes de haine
- L'adoption de plans d'action locaux pour la communauté LGBT+ en Serbie
- Des excuses publiques pour les citoyens serbes qui ont été persécutés pour leur sexualité et leur identité de genre jusqu'en 1994
- Une éducation sur l'orientation sexuelle et l'identité de genre
- La gratuité et la facilité d'accès à la PrEP et la PEP (post-exposure prophylaxis)[P 10]

## Réception

### Par les personnes LGBT+
La marche des fiertés de Belgrade a longtemps été perçue comme un test de la modernité et des engagements européens de la Serbie ; elle est également jugée comme détachée des préoccupations réelles de la communauté LGBT+. Une étude réalisée à Belgrade en 2014 indique qu’après quinze ans de militantisme, plus d’un tiers des personnes LGBT+ considèrent que la marche des fiertés cause plus de tort que de bien, et 42% pensent qu’elle accroît la peur et la haine à leur encontre. Cette perception est en partie liée à la violence et à la militarisation des événements.
Des tensions internes traversent la communauté elle-même. L’organisation de la marche des fiertés de Belgrade est dominée par des ONG professionnelles, souvent perçues comme coupées des réalités sociales locales et de la diversité de la population LGBT+. Des dissensions entre militants gays et lesbiennes ont été relevées, comme lors du retrait de l’organisation Labris de la marche de 2013 en raison de désaccords sur les méthodes de travail et les modes de résolution des conflits. Le manque d’inclusion de la dimension de classe dans les revendications de la marche a aussi été critiqué par certains activistes, qui estiment que la manifestation ne parvient pas à intégrer les luttes plus larges des populations précaires, renforçant ainsi le clivage entre activistes et population LGBT+ ordinaire.

### Par le reste de la population serbe
Dans la population serbe générale, la marche des fiertés reste un sujet controversé. Nombre de voix critiquent la pertinence de l’événement dans un contexte de précarité économique et de chômage élevé. Un lecteur du quotidien Blic a réagi en qualifiant la Pride de « cirque » déplacé, estimant que la Serbie devrait plutôt se concentrer sur la création d’emplois et l’amélioration des services publics. Cette perception est influencée par la rhétorique qui présente les droits des personnes LGBT+ comme secondaires ou importés de l’Occident, au détriment des préoccupations « réelles » de la population locale.
La marche des fiertés a souvent été perçue comme un événement imposé par les instances européennes, voire comme une vitrine pour la candidature de la Serbie à l’Union européenne, plutôt que comme un véritable combat local. Cette instrumentalisation a contribué à renforcer la méfiance d’une partie de la société, qui voit la marche des fiertés comme un spectacle étranger, détaché des valeurs et des préoccupations locales.

### Ouvrages de référence et publications universitaires
1. 1 2 3 4  Nina Djurdjevic-Filipovic, « Les droits des personnes LGBT en Serbie », dans Christophe Bareille, Homosexualités, révélateur social ?, Rouen, Le Havre, Presses universitaires de Rouen et du Havre, 2010, 306 p. (ISBN 9782877757201), p. 111-114
2. 1 2 3  (en) janice m. irvine et jill a. irvine, « the queer work of militarized prides », Contexts, vol. 16, no 4,‎ 2017, p. 32-37
3. 1 2 3  Boban Stojanović, Doroteja-Tea Gajić et Julien Bordier, « 2001-2011 : Tahrir is Queer », Variations, vol. 16,‎ 2012 (DOI 10.4000/variations.156, lire en ligne)
4. ↑  Loïc Trégourès, « Le supportérisme serbe et l'Europe : Entre indifférence et rejet », Politique européenne, vol. 1, no 36,‎ 2012, p. 126-148 (DOI 10.3917/poeu.036.0126)
5. 1 2 3 4 5 6 7  (en) Bojan Bilić, « Whose Pride? LGBT ‘Community’ and the Organization of Pride Parades in Serbia », The EU Enlargement and Gay Politics: The Impact of Eastern Enlargement on Rights, Activism and Prejudice,‎ janvier 2016, p. 203-220 (DOI 10.1057/978-1-137-48093-4_9)
6. 1 2 3  (en) Marek Mikuš, « “State Pride”: Politics of LGBT Rights and Democratisation in “European Serbia” », East European Politics and Societies and Cultures, vol. 25, no 4,‎ novembre 2011, p. 834-851 (DOI 10.1177/0888325411426886)
7. ↑  Loïc Trégourès, « Violences sportives, violences politiques : Les supporters comme acteurs politiques, une comparaison Serbie-Croatie », Revue d’études comparatives Est-Ouest, vol. 3, no 3,‎ 2018, p. 5-32 (DOI 10.3917/receo1.493.0005)
8. 1 2 3 4 5  (en) Koen Slootmaeckers, « The Litmus Test of Pride: Analysing the Emergence of the Belgrade ‘Ghost’ Pride in the Context of EU Accession », East European Politics, vol. 33, no 4,‎ septembre 2017 (DOI 10.1080/21599165.2017.1367290)
9. 1 2  Bojan Bilić, « Dilemmes de genre postsocialistes : la Marche des lesbiennes de Belgrade de 2015 et ses antécédents », Balkanologie, vol. 15, no 2,‎ 2020 (DOI 10.4000/balkanologie.2605)

### Presse
1. 1 2 3  Julia Druelle, « La Serbie interdit la Gay Pride pour la troisième année consécutive », Le Monde,‎ 28 septembre 2013 (lire en ligne )
2. ↑  Agence France Presse, « La Fierté serbe à Belgrade a réuni plus de participants que jamais », Fugues,‎ 10 septembre 2024 (lire en ligne )
3. ↑  (en) Civil Rights Defenders, « Belgrade Pride Bans Were Unconstitutional, Strasbourg Court Says », Liberties,‎ 14 février 2017 (lire en ligne )
4. ↑  Nelly Didelot, « A Belgrade, la Pride serbe a réuni plus de participants que jamais », Libération,‎ 9 septembre 2024 (lire en ligne )
5. 1 2 3  Le Monde/AFP, « Europride : à Belgrade, des milliers de militants LGBTQ+ défilent malgré l’interdiction », Le Monde,‎ 18 septembre 2022 (lire en ligne )
6. ↑  (en) Goran Miletić, « It’s time for EuroPride in Belgrade », European Western Balkans,‎ 5 août 2022
7. ↑  (en) Isabella Kwai, « Serbia's Leader Cancels EuroPride. Organizers Say They Will Go Ahead Anyway. », The New York Times,‎ 27 août 2022 (lire en ligne)
8. ↑  Julien Pavy, « Marche des fiertés à Belgrade : la communauté LGBT espère lever l'interdiction de l'Europride », EuroNews,‎ 16 septembre 2022 (lire en ligne)
9. ↑  « En Serbie, une Europride sous haute sécurité sans incident majeur », RFI,‎ 17 septembre 2022 (lire en ligne)
10. ↑  (sr) Stefan Miljuš et Rade Ranković, « Održan beogradski Prajd, zahtevi LGBT zajednice isti već godinama », Voice of America,‎ 7 septembre 2024 (lire en ligne)

### Autre références
1. ↑  « Serbie. La marche des fiertés 2012 de Belgrade peut-être interdite », sur Amnesty International, 2 octobre 2012 (consulté le 3 juin 2025)